# Fjärås landsfiskalsdistrikt
Fjärås landsfiskalsdistrikt var 1918-1941 ett landsfiskalsdistrikt i Hallands län, bildat när Sveriges indelning i landsfiskalsdistrikt trädde i kraft den 1 januari 1918, enligt beslut den 7 september 1917. Landsfiskalsdistriktet avskaffades den 1 oktober 1941 (genom kungörelsen 28 juni 1941) när Sverige fick en ny indelning av landsfiskalsdistrikt. Av dess ingående områden överfördes kommunerna Fjärås och Hanhals till Kungsbacka landsfiskalsdistrikt och kommunerna Förlanda, Gällinge, Idala, Landa och Ölmevalla till Viske landsfiskalsdistrikt.
Landsfiskalsdistriktet låg under länsstyrelsen i Hallands län.

## Ingående områden

### Från 1918
Fjäre härad:
- Fjärås landskommun
- Förlanda landskommun
- Hanhals landskommun
- Gällinge landskommun
- Idala landskommun
- Landa landskommun
- Ölmevalla landskommun